# Eduard Meijers
Eduard Maurits Meijers (Den Helder, 10 januari 1880 – Leiden, 25 juni 1954) was een van de belangrijkste Nederlandse rechtsgeleerden van de twintigste eeuw. Zijn werk omvatte het gehele privaatrecht, maar hij verrichte ook belangrijk werk op het gebied van de rechtsgeschiedenis. Meijers was voortrekker van de codificatie van internationaal privaatrecht en ontwikkelaar van enkele basisbeginselen daarvan, en grondlegger van het huidige (nieuwe) Burgerlijk Wetboek. Zijn denken, doceren en werken hebben het Nederlands recht in grote mate mede gevormd, zijn zowel principiële en systematische, als pragmatische manier van denken zijn nog steeds van belang.
Meijers was van 1910 tot zijn emeritaat in 1950 hoogleraar burgerlijk recht aan de Universiteit Leiden. In 1940 werd hij door de Duitse bezetter ontslagen vanwege zijn joodse achtergrond; de protestrede die zijn leerling R.P. Cleveringa hiertegen hield leidde tot de sluiting van de universiteit door de bezetter. Meijers overleefde de oorlog en werd in 1947 benoemd tot regeringscommissaris voor het Nieuw Burgerlijk Wetboek, wat hij tot zijn overlijden in 1954 zou blijven. 

## Jonge jaren
Meijers groeide op in een welgesteld joods gezin, als zoon van Isidor Meijers, officier van gezondheid bij de Koninklijke Marine, later huisarts te Amsterdam, en Julie Wolff. Meijers deed in 1897 staatsexamen gymnasium en studeerde rechten aan de Amsterdamse Gemeente-Universiteit. Hij was ook lid van het Amsterdamsch Studenten Corps, waar hij bevriend raakte met de latere Leidse hoogleraar Romeins recht Adam van Kan. Op 3 april 1903 promoveerde Meijers bij Johannes Houwing cum laude op het proefschrift Dogmatische rechtswetenschap. In zijn proefschrift verdedigde Meijers onder andere het utilisme tegenover het rationalisme van Kant en stelde dat het algemeen welzijn als einddoel van elke rechtsinstelling moet gelden. Zijn promotor Houwing was in 1899 reeds de promotor geweest van een andere grote Nederlandse rechtsgeleerde, Paul Scholten en zou in 1905 de promotor van Meijers' latere Leidse collega Julius Christiaan van Oven zijn.

### Ontwikkeling arbeidsrecht
In April 1905 betekent zijn bijna 100 pagina's tellende brede en diepgravende artikel Het collectieve arbeidscontract en de algemeene rechtsbeginselen de aankondiging van het Nederlandse arbeidsrecht. In 1908 verschijnt de eerste druk van zijn toonaangevende boek over De arbeidsovereenkomst. In 1909 zet hij de uitgave "Rechterlijke beslissingen in zake de wet op de arbeidsovereenkomst" op, die 30 jaar later in "Arbeid" uitmondt. Hier, zowel als elders, neemt hij als vanzelf de leiding door de grondigheid, scherpzinnigheid en het praktisch vernuft waarmee hij de dingen aanpakt.
Hierna werkte hij onder meer enige jaren in Amsterdam als advocaat, waar hij ook gemeenteraadslid was. Hij betrok een nevenfunctie bij de School voor Maatschappelijk Werk waar hij Tony Gottschalk leerde kennen, met wie hij 13 augustus 1909 huwde. Op 25 september 1910 werd hun oudste dochter geboren. De jaren erop kreeg het paar in Leiden nog drie dochters.

## Universiteit en wetenschap
In 1910 werd hij hoogleraar in het burgerlijk recht en het internationaal privaatrecht aan de Rijksuniversiteit Leiden. Zijn oratie heeft als onderwerp De taak der rechtswetenschap ten aanzien der vrije rechtspraak. Met name rechtsgeschiedenis en internationale rechtsstelsels hadden zijn interesse en zijn wetenschappelijke publicaties zijn van grote invloed geweest op de ontwikkeling van dit rechtsgebied in Nederland. Meijers schreef honderden artikelen en noten, hij was van 1 januari 1912 tot zijn dood mederedacteur van het Weekblad voor Privaatrecht, Notarisambt en Registratie (WPNR). Hij doceerde duizenden studenten.
Ook uit het buitenland kreeg hij veel erkenning: Meijers was eredoctor aan de universiteiten van Aberdeen, Brussel, Glasgow, Leuven, Rijsel en Parijs. Van 1918-1922 was Meijers decaan van de Leidse juridische faculteit; in het academische jaar 1926-1927 was hij rector magnificus. In zijn  diesrede op 8 februari 1927 behandelde Meijers De beteekenis der burgerlijke wet in de huidige samenleving.
In 1920 werd Meijers toegelaten tot de Koninklijke Nederlandse Akademie van Wetenschappen, afdeling letterkunde, hij werd in 1942 gedwongen het lidmaatschap op te zeggen. In 1945 werd hij opnieuw toegelaten.
In 1921-1922 en 1937-1938 was Meijers voorzitter van de Nederlandse Juristen-Vereniging (NJV); hij was de laatste persoon die tweemaal voorzitter was.

### Codificatie internationaal privaatrecht
Met de Belgische jurist Van Dievoet richtte Meijers de "Vereniging voor de vergelijkende studie van het recht van België en Nederland" wat op 17 April 1948 leidde tot de ambtelijke "Studiecommissie tot eenmaking van het recht", waarbij ook Luxemburg werd betrokken. In dit verband werd onder Meijers' leiding als eerste onderwerp zijn ontwerp besproken tot vaststelling van enige regels van internationaal privaatrecht. De grote nieuwheid van het ontwerp was dat het voor de drie landen als gevolg zou hebben, het internationaal privaatrecht voortaan tot geschreven recht te maken.  Tot dan toe was het internationaal privaatrecht in de drie landen ongeschreven recht. Een en ander voerde tot het Benelux Verdrag van 11 Mei 1951, inzake het internationaal privaatrecht. Hoewel niet geratificeerd groeide het uit tot een belangrijk stuk internationaal recht en heeft het door zijn inhoud, vooral enkele zowel innovatieve als pragmatische beginselen, grote invloed gehad op de gedachtevorming met betrekking tot de codificatie van het internationaal privaatrecht wereldwijd.
Met de grootse juristen uit vele andere landen maakte hij deel uit van de bijeenkomsten van het uitgelezen deskundigengezelschap van het Institut international pour l'unification du droit privé in Rome en hield daar Nederland's naam hoog.

## Tweede Wereldoorlog

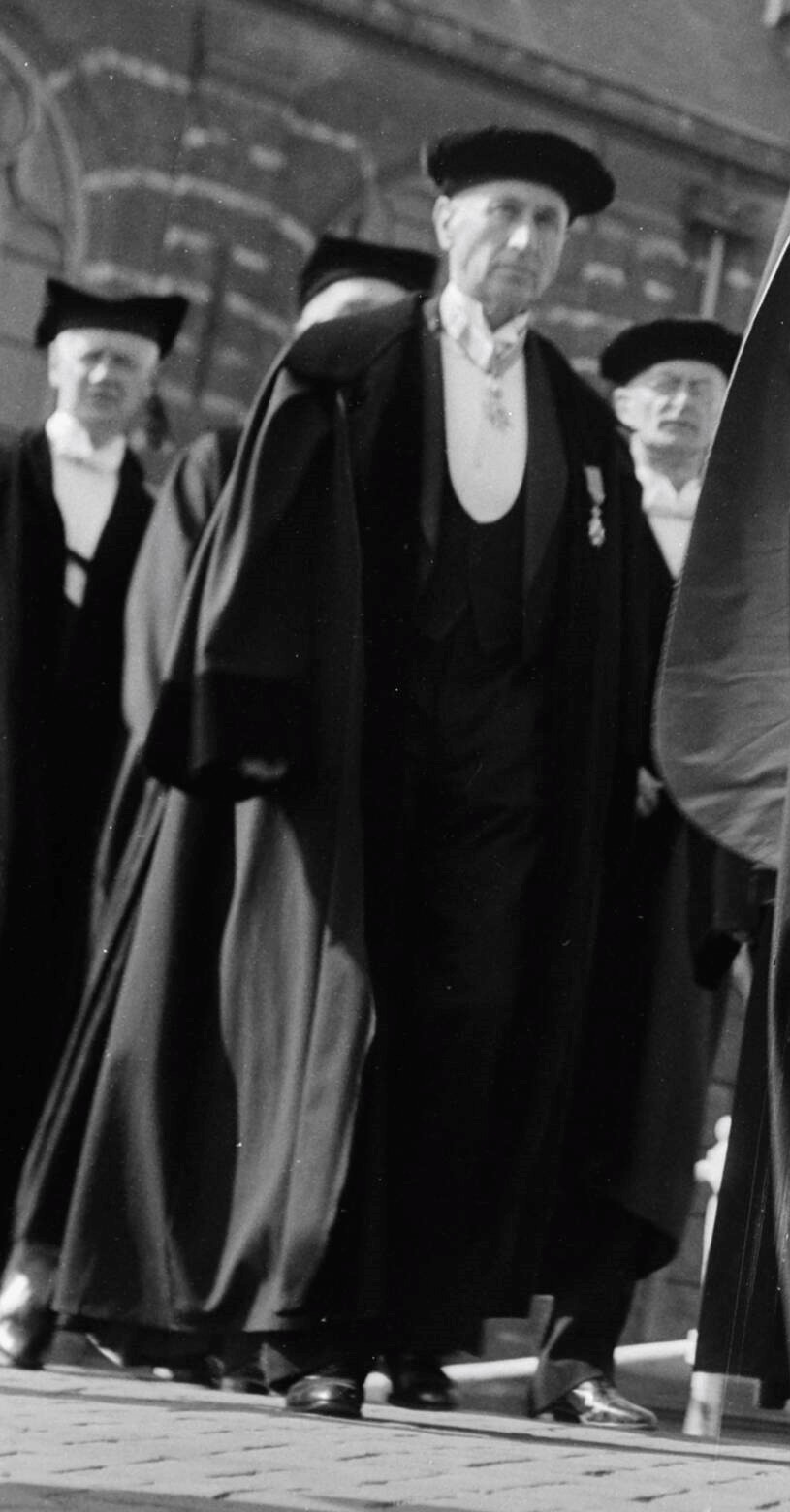
Prof.mr. E.M. Meijers in het cortège bij de heropening van de Universiteit Leiden op 17 september 1945. Rechts achter hem hoogleraar Romeins recht J.C. van Oven.

In de Tweede Wereldoorlog was het ontslag van Meijers en andere Joodse wetenschappers door de Duitse bezetter de aanleiding voor Meijers' oud-promovendus Cleveringa om op 26 november 1940 zijn later beroemd geworden protestrede uit te spreken. Op 7 augustus 1942 werd Meijers met zijn vrouw en dochter gedeporteerd naar Kamp Westerbork. Hij stond op de lijst-Frederiks-van Dam en kwam daardoor tijdelijk terecht in het Joods Tehuis in Barneveld. De Barneveldgroep werd via Westerbork in september 1944 op transport gezet naar Theresienstadt in Tsjechië. Ook in gevangenschap hield Meijers zich nog bezig met recht. Meijers overleefde de concentratiekampen en keerde al op 25 juni 1945 terug naar Leiden.

## Nieuw Burgerlijk Wetboek

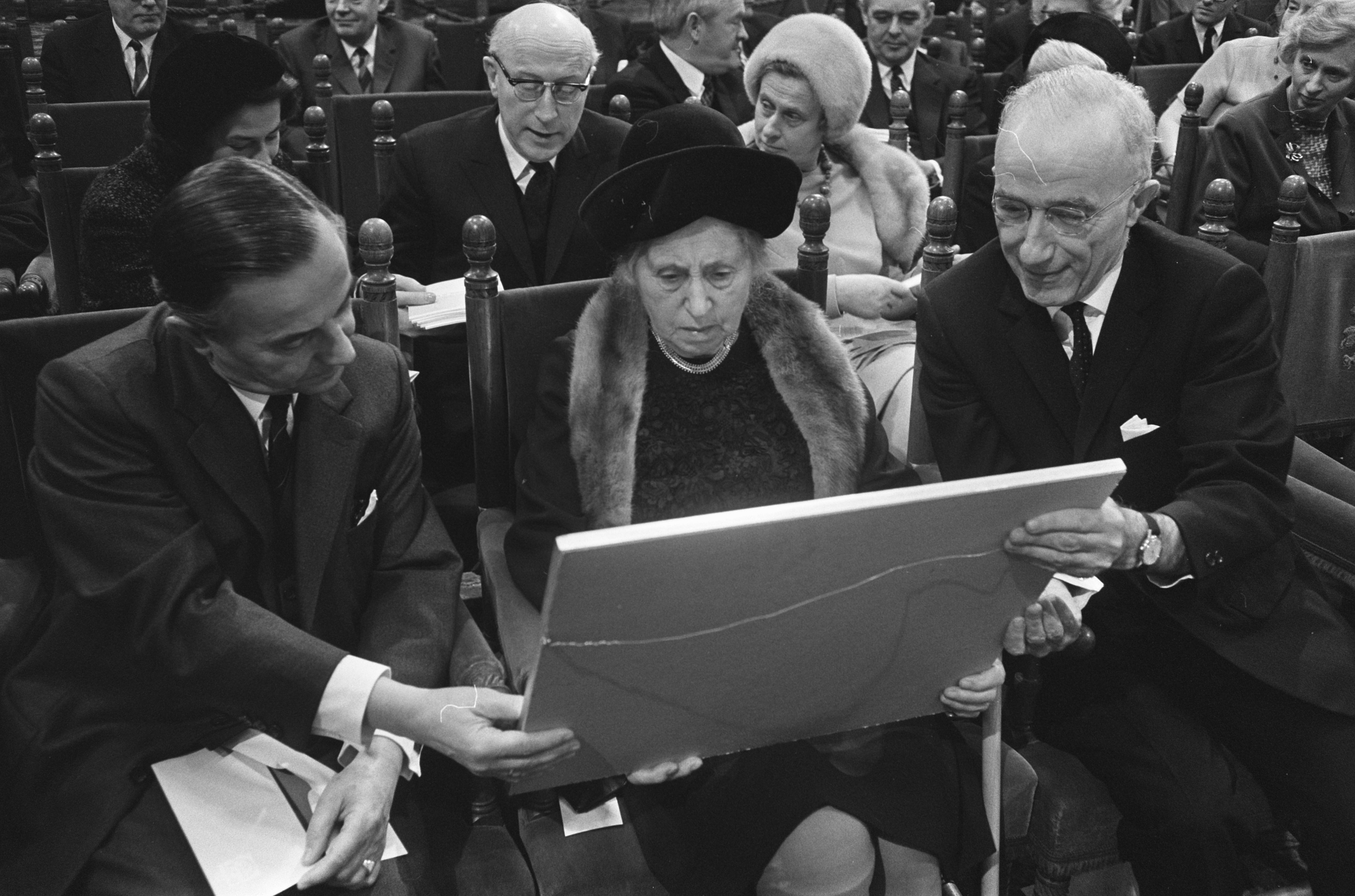
Minister Polak (Justitie) maakt Eerste Deel Nieuwe Burgerlijk Wetboek bekend, met presentatie postzegel, v.l.n.r. Minister-President Piet de Jong, Tony Meijers-Gottschalk (weduwe van Eduard Meijers), minister Polak

Nederland hoort tot de landen met een gecodificeerd recht, in navolging van Frankrijk en in afwijking van bijvoorbeeld Engeland waar common law geldt. Het bestaande Burgerlijk Wetboek uit 1838 was grotendeels een codificatie van het recht dat toendertijd door rechtsgeleerden werd geacht te gelden in Nederland. Veel regels waren verouderd of voerden tot verwarring en moesten worden geïnterpreteerd door de rechter, in de rechtspraktijk en het notariaat werden nieuwe rechtsfiguren ontwikkeld, daarom achtte men een algehele hercodificatie nodig.
Bij koninklijk besluit van 25 april 1947 werd aan Meijers de opdracht gegeven een geheel nieuw Burgerlijk Wetboek te ontwerpen. In 1954 diende Meijers het ontwerp in voor de eerste vier boeken, vergezeld van een uitgebreide toelichting, er was breedschalig rechtsvergelijkend onderzoek aan vooraf gegaan wat onder andere resulteerde in een verandering van de juridische systematiek. Zijn ontwerp bevatte een inleidende titel en negen boeken. De inleiding is aan scherpe kritiek ten onder gegaan en ook boek 9, de intellektuele eigendom, is opgegeven.
Na Meijers' dood werd zijn werk voortgezet door een driemanschap: Jan Drion (1914-1964), Frits de Jong (1901-1974) en Jannes Eggens (1891-1964); laatstgenoemde werd in verband met 'incompatibilité des humeurs' in 1958 opgevolgd door Geert de Grooth (1902-1965). Het  eerste boek van het nieuwe Burgerlijk Wetboek, het Personen- en familierecht, werd ingevoerd in 1970; het tweede boek, Rechtspersonenrecht, in 1976. Pas bijna 45 jaar nadat Meijers met zijn werk begon, op 1 januari 1992, zijn de boeken 3, 5, 6 en een deel van boek 7, die het vermogensrecht behandelen, in werking getreden. En  nog eens een decennium later, In 2003, volgde Boek 4 dat het erfrecht betreft. Het "Ontwerp Meijers" is gepubliceerd door de Staatsdrukkerij en de hele parlementaire geschiedenis, vastgelegd in duizenden Kamerstukken, is door online publicatie voor iedereen na te lezen, daarvan bestaan ook samenvattingen in boeken.

## Rechtshistorisch onderzoek
Meijers hield zich behalve met het Nederlandse recht ook met rechtsgeschiedenis in de breedste zin bezig. Hij publiceerde onder andere over de geschiedenis van de universiteit van Orléans, spoorde de persoonlijke aantekeningen over de gang van zaken aan de Hoge Raad van Holland, Zeeland en West-Friesland van Cornelis van Bijnkershoek op, gaf een traktaat over internationaal privaatrecht van Baldus de Ubaldis uit en de Inleidinghe tot de Hollandsche Rechtsgeleerdheid van Hugo de Groot. Ook verzamelde hij vele rechtshistorische handschriften en oude drukken die tegenwoordig bewaard worden in de Universiteitsbibliotheek Leiden.

## Vernoemingen
Bij het in werking treden van het eerste boek van nieuw Burgerlijk Wetboek in 1970, gaf PTT een door Jurriaan Schrofer ontworpen postzegel uit met een beeltenis van Eduard Meijers.
In 1980 stelde de Faculteit der Rechtsgeleerdheid van de Leidse Universiteit de naar Meijers genoemde Meijerspenning in, een prijs die wordt toegekend aan personen of instanties die door buitengewone verdiensten of op zeer bijzondere wijze een bijdrage hebben geleverd aan de faculteit. De penning werd in 1988 voor het eerst uitgereikt aan Frits Korthals Altes, de toenmalige minister van Justitie; daarna onder meer aan Hans Nieuwenhuis, de faculteit rechten van de NordWes Kampus Potchefstroom, Koos Reugenbrink, Hein Schermers, Robert Feenstra en Ankie Broekers-Knol. Het E.M. Meijers instituut voor rechtswetenschappelijk onderzoek, de graduate school van de Leidse rechtenfaculteit, is ook naar Meijers genoemd.
De Meijerskade in het oostelijke deel van de Leidse Professorenwijk is naar Meijers genoemd; eromheen liggen verschillende andere straten die eveneens zijn genoemd naar Leidse hoogleraren in de rechten. In Amstelveen, Baarn en Rijswijk zijn lanen naar Meijers genoemd; in Vlaardingen een straat en in Rotterdam een plein.
- Biblioteca Nacional de España: XX1027872
- Bibliothèque nationale de France: cb16213502b (data)
- Biografisch Portaal: 06375087
- Catàleg d'autoritats de noms i títols de Catalunya: 981058520302506706
- CiNii: DA01372929
- Digitale Bibliotheek voor de Nederlandse Letteren: meij045
- Gemeinsame Normdatei: 119469278
- International Standard Name Identifier: 0000 0000 8343 5413
- Library of Congress Control Number: n81007096
- Nationale Bibliotheek van Tsjechië: mub2013795195
- Nationale Bibliotheek van Israël: 987007309076805171
- Nederlandse Thesaurus van Auteursnamen: 068239343
- Parlement.com: vic7ff9lltvf
- Système universitaire de documentation: 121990370
- Trove: 1207535
- Virtual International Authority File: 50036759
- WorldCat: E39PBJfX6BWdktcYJd6XjWpMfq